# Brandsøy
Brandsøy är en tätort i Kinns kommun i Vestland fylke i västra Norge. Orten ligger vid riksväg 5, sju kilometer österut från staden Florø.